# ليونارد وود
ليونارد وود (بالإنجليزية: Leonard Wood)‏ (9 أكتوبر 1860 - 7 أغسطس 1927) كان ضابط في جيش الولايات المتحدة شغل منصب رئيس أركان جيش الولايات المتحدة و الحاكم العسكري لكوبا، والحاكم العام في الفلبين.

## روابط خارجية
- ليونارد وود على موقع IMDb (الإنجليزية)
- ليونارد وود على موقع الموسوعة البريطانية (الإنجليزية)
- Works written by or about ليونارد وود at ويكي مصدر